# خوان رامون سانشيز
خوان رامون سانشيز (بالإنجليزية: Juan Ramon Sanchez)‏ هو قاضي ومحامي أمريكي، ولد في 1955 في Vega Baja, Puerto Rico ‏ في الولايات المتحدة.